# 天国で君に逢えたら
『天国で君に逢えたら』（てんごくできみにあえたら）は、プロウィンドサーファー飯島夏樹による小説。
2004年7月30日に新潮社より刊行された。ガンのため38歳で死去した著者による初小説作品である。
発売後3か月で14刷22万部を記録し、2006年12月20日には文庫化され、新潮文庫から発売された。2005年7月29日、本作の続編となる『神様がくれた涙』も刊行され、2009年4月時点で2作は単行本・文庫あわせて累計45万部を超えるヒット作となった。
2007年に映画化され、2009年にテレビドラマ化された。

## 登場人物
野々上 純一
精神科医。山梨県出身。年齢は30歳位。2児の父。琉球大学医学部卒業。国立がんセンター中央病院に精神科レジデントとして勤務。病院19階にて、手紙代筆屋「heaven」を営む。
10年前位までは銀座で美容師として、「ピクニックス」で勤務していた。モットーは「一日一生、世のため、人のため」。
21歳の時、ニューカレドニアのヌーディストビーチにて、夏子と出会う。その後、夏子の父、大三に猛烈な反対を受け、医師になる決意をした後、夏子とできちゃった結婚をする。
持病に過敏性大腸症候群を持つ。また、沖縄県で単身赴任をしていた頃に、パニック障害、うつ病を患っていた。
野々上 夏子
純一の妻。2児の母。東京、築地出身。純一の良き相談相手。双子の子供、清海、晴海の名付け親。穏やかで親切。
杉本医師
純一の琉球大学医学部時代の先輩。大学時代はヨットのオリンピック強化選手。
原田医師
精神科の部長医師。やや強引な性格。エリザベス・キューブラー・ロスに憧れており、日本のキューブラーを目指している。
源三
夏子の祖父。カナリア諸島でマグロの仲買会社を営む。息子、大三とは違い、夏子だけでなく、純一にとても親切。会話に少しスペイン語が混じる。

## 映画
『Life 天国で君に逢えたら』（ライフ てんごくできみにあえたら）のタイトルで『天国で君に逢えたら』『ガンに生かされて』を原作に映画化。2007年8月25日公開。配給会社は東宝。実話を基にしたドキュメンタリー的フィクションとして製作された。
主演の飯島夏樹役に大沢たかお、その妻役で伊東美咲が初共演。主題歌は同年5年ぶりのソロ活動を再開した、サザンオールスターズの桑田佳祐が務めた。
ハワイでも現地時間の8月29日に、ワイキキのサンセット・オン・ザビーチでプレミア試写会が行われ、約6500人が集まり、主演の大沢たかおも顔を見せた。
映画の公開を記念し、飯島夏樹の写真企画展「Life 天国で君に逢えたら×飯島夏樹 THE LOVE STORY」が表参道ヒルズの本館地下3階スペース・オーで2007年8月13日から20日まで開催された。

### あらすじ（映画）
共通の趣味であるウィンドサーフィンをきっかけに知り合った夏樹と寛子。互いに一目惚れで恋におちた2人は、交際を発展させ、やがて結婚する。
プロのウィンドサーファーとして活躍する夏樹は、4人の子供に恵まれながら、ウインドサーフィンのため世界中を回る生活を送っていた。しかしそんな夏樹は或る日、肝臓の類上皮血管内皮種（血管肉腫の一型）と診断され、幸せな生活に大きな転機が訪れる。
30代という若さでガンと向き合うことになり、好きなウインドサーフィンが出来なくなるかもしれないと絶望する夏樹を中心として、後に芽生える家族の強い絆や夏樹のガンとの戦いを描く。

### キャスト（映画）
- 飯島夏樹 - 大沢たかお：プロウインドサーファー
- 飯島寛子 - 伊東美咲：夏樹の妻
- 飯島小夏 - 川島海荷：夏樹の長女
- 藤堂完 - 哀川翔：夏樹の師匠。元プロウインドサーファー
- 藤堂玲子 - 真矢みき：完の妻
- 篠田 - 袴田吉彦：夏樹の友人のプロウインドサーファー。かつて夏樹と共に転戦していた。
- 武藤医師 - 石丸謙二郎：東海医科大学の外科医。夏樹の癌手術の執刀医。

### スタッフ（映画）
- 監督 - 新城毅彦
- 原作 - 飯島夏樹『天国で君に逢えたら』『ガンに生かされて』（新潮社刊）
- 脚本 - 斉藤ひろし、吉田智子
- 音楽 - 吉俣良
- 主題歌 - 桑田佳祐「風の詩を聴かせて」（タイシタレーベル/スピードスターレコーズ）
- 撮影- 斉藤幸一
- 美術 - 金勝浩一
- 編集 - 深沢佳文
- 音楽プロデューサー - 桑波田景信、岩瀬政雄
- 録音 - 井家眞紀夫
- 照明 - 関輝久
- VE - 平金聡一郎
- VFXスーパーバイザー - 立石勝（金魚事務所）
- 助監督 - 吉村達矢、中西正茂
- ウインドサーフィン監修・指導　- 岩崎真
- ハワイロケコーディネイト　- U International Corporation
- プロデューサー - 仁平知世、下田淳行
- 企画・プロデュース - 平野隆
- エグゼクティブプロデューサー - 市川南
- アソシエイトプロデューサー - 山内章弘、辻本珠子
- 製作者 - 島谷能成、信国一朗、島本雄二、久安学、原裕二郎、井上良次、沢井和則、次原悦子、後藤尚雄、喜多埜裕明
- 製作委員会メンバー - 東宝、TBS、電通、MBS、CBC、RKB、HBC、サニーサイドアップ、朝日新聞社、Yahoo! JAPAN
- 製作プロダクション - 東宝 映像制作部、ツインズジャパン

## テレビドラマ
2009年9月24日21:00 - 23:04にTBS系列にて「JNN50周年記念スペシャルドラマ」と銘打って放映された。『天国で君に逢えたら』とその続編である『神様がくれた涙』の2作を原作とする。主演は二宮和也で、彼が主人公と同年代になるまで待たれての制作となった。二宮は劇中で双子の父親である精神科医を演じているが、医師役も父親役も本作が初めてである。視聴率9.3%。ハイビジョン制作。

### キャスト（テレビドラマ）
- 野々上純一（精神科医）：二宮和也
- 野々上夏子（純一の妻）：井上真央
- 野々上清海（純一の娘）：古舘優空
- 野々上晴海（純一の娘）：古舘玖優
- 清水春夫（患者・板前）：ゴリ（ガレッジセール）
- 清水仁美（春夫の妻）：矢沢心
- 小林恭子（患者・主婦）：富田靖子
- 小林英樹（恭子の夫・エリートサラリーマン）：津田寛治
- 飯塚シュージ（膵臓がん患者・サーフショップ経営）[注釈 1]：緒形直人
- 飯塚リサ（シュージの妻）：木村多江
- 高梨愛（カウンセリングルームのアルバイト・患者）：八木優希
- 原田幸彦（南房総ガン治療センター事務長）：平泉成
- 四宮達也（南房総ガン治療センター外科医）：ユースケ・サンタマリア
- 和田みずほ（カウンセリングルームの看護師・純一のアシスタント）：宮本信子
- 愛に励まされる子どもの患者：飯野芹菜
- 杉本医師：松尾諭
- 三島ゆたか、諌山幸治、古川真司、酒井響希、久保田純

### スタッフ（テレビドラマ）
- 原作：飯島夏樹『天国で君に逢えたら』『神様がくれた涙』
- 脚本：岡田惠和
- 演出：土井裕泰
- 音楽：平沢敦士
- オープニング：大黒摩季「最後のラブレター」
- エンディング：エリック・クラプトン「ティアーズ・イン・ヘヴン」
- 美術協力：アックス
- 編集・MA：赤坂ビデオセンター、ブル
- カースタント：スーパードライバーズ
- スタジオ：緑山スタジオ・シティ
- 制作協力：ラフ・アット
- ロケ協力：館山市、マリアナ政府観光局（サイパン島ロケ）ほか
- プロデュース：瀬戸口克陽、渡辺良介(ラフ・アット)
- 企画協力：サニーサイドアップ、新潮社
- 制作著作：TBS